# París-Niza 1955
La París-Niza 1955 fue la 13.ª edición de la París-Niza, que se disputó entre el 12 y el 16 de marzo de 1955. La carrera fue ganada por el francés Jean Bobet, del equipo Mercier, por delante de los franceses Pierre Molinéris (Alcyon) y Bernard Gauthier (Mercier). El conjunto Mercier se impuso en la clasificación por equipos.
La organización de la prueba pasa ser responsabilidad de Las Amis de Route te Piste. La prueba recupera el nombre inicial de París-Niza. El maillot pasa a ser blanco.

## Participantes
En esta edición de la París-Niza tomaron la salida 91 corredores divididos en 9 equipos comerciales: Mercier, Arbos, La Perle, Alcyon, Geminiani, Follis, Arliguie, Rochet y Urago, 3 combinados nacionales Suiza, Inglaterra, Alemania; y un individual Maurice Diot. La prueba la acabaron 50 corredores.

## Resultados de las etapas
| Etapas    | Fecha       | Recorrido           | Km     | Vencedor de etapa | Líder de la general |
| --------- | ----------- | ------------------- | ------ | ----------------- | ------------------- |
| 1.ª etapa | 12 de marzo | París-Nevers        | 243 km | Jean Bobet        | Jean Bobet          |
| 2.ª etapa | 13 de marzo | Nevers-Sant-Etiève  | 236 km | Bernard Gauthier  | Jean Bobet          |
| 3.ª etapa | 14 de marzo | Sant-Etiève-Vergèze | 256 km | Louison Bobet     | Jean Bobet          |
| 4.ª etapa | 15 de marzo | Nimes-Manosque      | 147 km | Roger Buchonnet   | Jean Bobet          |
| 5.ª etapa | 16 de marzo | Manosque-Niza       | 258 km | Gilbert Bauvin    | Jean Bobet          |

## Etapas

### 1.ª etapa
12-03-1955. París-Nevers, 243 km.
Salida neutralizada: En la Torre Eiffel de París
Salida real: Sèvres.
|   | Ciclista        | Equipo    | Tiempo     |
| - | --------------- | --------- | ---------- |
| 1 | Jean Bobet      | Mercier   | 6h 34' 23" |
| 2 | André Darrigade | La Perle  | + 1' 30"   |
| 3 | Émile Carrara   | Geminiani | m. t.      |

### 2.ª etapa
13-03-1955. Nevers-Sant-Etiève, 236 km.
|   | Ciclista         | Equipo  | Tiempo     |
| - | ---------------- | ------- | ---------- |
| 1 | Bernard Gauthier | Mercier | 5h 45' 41" |
| 2 | Pierre Molinéris | Alcyon  | m. t.      |
| 3 | René Privado     | Mercier | m. t.      |

### 3.ª etapa
14-03-1955. Santo-Etiève-Vergèze, 256 km.
|   | Ciclista             | Equipo     | Tiempo     |
| - | -------------------- | ---------- | ---------- |
| 1 | Louison Bobet        | Mercier    | 6h 22' 58" |
| 2 | André Darrigade      | La Perle   | m. t.      |
| 3 | Robert John Maitland | Inglaterra | m. t.      |

### 4.ª etapa
15-03-1955. Nîmes-Manosque, 147 km.
|   | Ciclista         | Equipo    | Tiempo     |
| - | ---------------- | --------- | ---------- |
| 1 | Roger Buchonnet  | Rochet    | 3h 41' 27" |
| 2 | Germain Derijcke | Alcyon    | + 2"       |
| 3 | Gilbert Bauvin   | Geminiani | m. t.      |

### 5.ª etapa
16-03-1955. Manosque-Niza, 258 km.
Llegada situada al Paseo de los Ingleses.
|   | Ciclista         | Equipo    | Tiempo     |
| - | ---------------- | --------- | ---------- |
| 1 | Gilbert Bauvin   | Geminiani | 7h 20' 29" |
| 2 | Germain Derijcke | Alcyon    | m. t.      |
| 3 | André Payan      | Follis    | m. t.      |

## Clasificaciones finales

### Clasificación general
La orden de las posiciones tercera hasta la sexta se decidieron a partir de una clasificación no oficial de la regularidad.
|    | Ciclista          | Equipo     | Tiempo      |
| -- | ----------------- | ---------- | ----------- |
| 1  | Jean Bobet        | Mercier    | 29h 58' 04" |
| 2  | Pierre Molinéris  | Alcyon     | + 1' 18"    |
| 3  | Bernard Gauthier  | Geminiani  | m. t.       |
| 4  | Raphaël Géminiani | Geminiani  | m. t.       |
| 5  | Antonin Rolland   | Mercier    | m. t.       |
| 6  | René Privado      | Mercier    | m. t.       |
| 7  | Henri Perly       | Arliguie   | + 1' 53"    |
| 8  | Brian Robinson    | Inglaterra | + 2' 07"    |
| 9  | Lucien Lazarides  | Arliguie   | + m. t.     |
| 10 | Germain Derijcke  | Alcyon     | + 2' 24"    |

## Evolución de las clasificaciones
| Etapa(Vencedor)            | Clasificación general |
| -------------------------- | --------------------- |
| Etapa 1 (Jean Bobet)       | Jean Bobet            |
| Etapa 2 (Bernard Gauthier) | Jean Bobet            |
| Etapa 3 (Louison Bobet)    | Jean Bobet            |
| Etapa 4 (Roger Buchonnet)  | Jean Bobet            |
| Etapa 5 (Gilbert Bauvin)   | Jean Bobet            |